# نهائي كأس الأمم الإفريقية 1972
نهائي كأس الأمم الأفريقية 1972 مباراة كرة القدم بين الكونغو ومالي في ملعب أومنيسبورتس في ياوندي لتحديد الفائز في كأس الأمم الإفريقية 1970، النسخة السابعة من كأس الأمم الأفريقية فاز الكونغو على مالي 3–2.

## الطريق إلى النهائي
| الكونغو       | الكونغو       | مالي          | مالي          |
| الخصم         | النتائج       | الخصم         | النتائج       |
| دور المجموعات | دور المجموعات | دور المجموعات | دور المجموعات |
| ------------- | ------------- | ------------- | ------------- |
| المغرب        | 1–1           | توغو          | 3–3           |
| زائير         | 0–2           | كينيا         | 1–1           |
| السودان       | 4–2           | الكاميرون     | 1–1           |
| نصف النهائي   |               |               |               |
| الكاميرون     | 1–0           | زائير         | 4–3 (ب.و.إ.)  |

## أحداث النهائي
الشوط الاول : بداء هداء بين الفريقين حتى بدات احداث المباراة تتسارع بعض الشي مع مرور الوقت بين الفريقين حتى نجح موسي دياكيتيه لينهي الشوط الاول بتقدم مالي بهدف نظيف .
الشوط الثانى : كان مختلفاً كثيرا عن الشوط الاول زادت حماسة الاعبيبن في المباراة واشتدت شراسة الفريقين وخصوصا الفريق الكنغولي وبمهارة من نجم المباراة مايكل مبومو نجح في تسجيل هدفين متتاليين في الدقائق 57و59 ليعلي كلمة فريقه في المباراة .. واكمل فرانسوا مبيليه معانات مالي بهدف ثالث في الدقيقة 63 ليترب الكنغو من دخول التاريخ والتتويج وحاول الفريق المالي في تقليص الفارق حتى نجح في الدقيقة 75 عن طريق موسي تورية ولكنه لم يشفع لفريقه في النهاية ..لتنتهي المباراة بفوز منتخب الكنغو للمرة الاولى في تاريخ بكاس الامم الافريقية .

## النهائي

### التفاصيل
| الكونغو                     | 3–2 | مالي                          |
| --------------------------- | --- | ----------------------------- |
| مبونو 57'، 59' · مبيليه 63' |     | دياكيتيه 42' · م. تراوريه 75' |